# 臀點脂鯉屬
臀點脂鯉屬是鋸脂鯉科下的一個屬 ，其下所有生物原産於南美洲熱帶地區，且全部為集群掠食性魚類。其中最著名的為紅腹食人魚（Pygocentrus nattereri）。

## 種
該屬下現有四種：
- 凱里臀點脂鯉 Pygocentrus cariba Humboldt, 1821：奧里諾科河盆地
- 納氏臀點脂鯉 Pygocentrus nattereri Kner, 1858：亞馬遜、巴拉圭河、巴拉那河、烏拉圭河及埃塞奎博河盆地，此外巴西東北部的數條河流中也有分佈
- 委內瑞拉臀點脂鯉 Pygocentrus palometa Valenciennes, 1850：奧里諾科河盆地
- 迷人臀點脂鯉 Pygocentrus piraya G. Cuvier, 1819：聖弗朗西斯科河盆地